# Johann Crüger
Johann Crüger, eredeti nevén Jan Krygar (Groß Breesen, 1598. április 19.Gergely-naptár / április 9.julián naptár – Berlin, 1662. március 5.Gergely-naptár / február 23.julián naptár) szorb származású német evangélikus egyházi énekszerző. Ő szerkesztette a Praxis pietatis melica című lutheránus énekeskönyvet, amelyet a 17. században a legszélesebb körben használtak.

## Élete
Groß Breesenben született (ma Guben része) Georg Krüger fogadós fiaként. 1613-ig a gubeni latin iskolában tanult, ahol éneket és zenét is oktattak. Tanulmányait Żaryban, Boroszlóban, majd Regensburgban folytatta; utóbbi helyen Paulus Hombergernél (1560–1634) részesült zenei képzésben. 1615-ben Berlinbe utazott, ahol teológiát tanult a Zum Grauen Kloster Gimnáziumban. 1616-ban a von Blumenthal család házitanítóként alkalmazta; tanítványai közt volt Joachim Friedrich von Blumenthal. 1620-tól teológiát tanult a Wittenbergi Egyetemen, ezzel párhuzamosan magánúton folytatta zenei tanulmányait Beutazta Magyar-, Morva- és Csehországot.
1622-től haláláig, negyven éven keresztül a berlini Zum Grauen Kloster Gimnáziumban tanított, és a Nikolaikirche kántora volt. Számos versenyművet szerzett, és számos zenepedagógiai művet írt. Az 1624-ben kiadott Synopsis Musica az első rendszeres, világos összhangzattan volt Németországban. 1643-ban megismerte Paul Gerhardtot, a neves egyházi dalköltőt, és több dicsőítő énekét megzenésítette. 1647-ben megjelentette a 17. század legfontosabb német lutheránus énekeskönyvetPraxis pietatis melica címen. A mű Crüger életében tíz, többször módosított és bővített kiadást ért meg. Dallamai a 17. században Magyarországra is eljutottak.
Az 1649-ben kiadott Geistlichen Kirchen-Melodien című kötet, amely a Praxis Pietatis Melica egy évvel korábban megjelent harmadik kiadásának kiegészítése volt, 161 korált tartalmaz. A kötetben legalább 20 dallam Crüger szerzeménye. A kötet egyházzenei jelentősége abban áll, hogy Crüger a többszólamú korálokat hangszeres kísérettel látta el.
A jelenleg is használt német evangélikus énekeskönyv különböző regionális változataiban Crügernek legalább 18 szerzeménye szerepel, köztük a Wie soll ich dich empfangen, Lobet den Herren alle, die ihn ehren, Fröhlich soll mein Herze springen és Schmücke dich, o liebe Seele.
Dalai jelen vannak a Magyarországi Evangélikus Egyház és a Magyarországi Református Egyház énekeskönyvében is.

## Családja
1628-ban feleségül vette Aschenbrenner városi tanácsos özvegyét. A harmincéves háború során Crüger és családja számos nehézségen ment keresztül, beleértve az éhezést. Megbetegedett bubópestisben, majdnem belehalt, és 1636-ban elvesztette feleségét és öt gyermekét. Felgyógyulva 1637-ben másodszor is megnősüét. Egy fogadós tizenhét éves lányát vette el, akitől tizennégy gyermeke született, de legtöbbjük gyermekként elhunyt. Egyik mostohalánya, Anna Maria Helena Aschenbrenner Michael Conrad Hirt udvari festőhöz ment feleségül, aki 1663-ban elkészítette Crüger arcképét.

## Művei
- Praecepta musicae practicae figuralis (Berlin 1625)[14]
- Kurzer u. verständlicher Unterricht, recht u. leichtlich singen zu lernen (Berlin 1625);[14]
- Neues vollkömliches Gesangbuch Augspurgischer confession (1640);[5]
- Geistliche Kirchenmelodeyen (Berlin, 1649);[5]
- Quaestiones musicae practicae (Berlin, 1650);[14]
- Recreationes musicae, das ist neun poetische Amorösen (Leipzig, 1651);[14]
- Psalmodia sacra (Berlin, 1658);[5]
- Musicae practicae praecepta brevia (Berlin, 1660);[14]

## Fordítás
- Ez a szócikk részben vagy egészben  a   Johann Crüger című angol Wikipédia-szócikk ezen változatának fordításán alapul.  Az eredeti cikk szerkesztőit annak laptörténete sorolja fel. Ez a jelzés csupán a megfogalmazás eredetét és a szerzői jogokat jelzi, nem szolgál a cikkben szereplő információk forrásmegjelöléseként.
- Ez a szócikk részben vagy egészben  a   Johann Crüger című német Wikipédia-szócikk ezen változatának fordításán alapul.  Az eredeti cikk szerkesztőit annak laptörténete sorolja fel. Ez a jelzés csupán a megfogalmazás eredetét és a szerzői jogokat jelzi, nem szolgál a cikkben szereplő információk forrásmegjelöléseként.